# 암반역학
암반역학(岩盤力學)은 암반에 관한 공학적인 문제를 취급하는 역학적인 학문으로, 암반을 암석재료 뿐만 아니라 절리, 층리, 균열 등과 같은 불연속 분리면을 포함한 하나의 구조체로 생각하고, 암반의 변형, 강도, 응력전달 등의 특성을 역학적으로 취급한다.

## 같이 보기
- 토목지질학
- 지반공학